# Ignacio Zaragoza, Coahuila
Ignacio Zaragoza är en ort i Mexiko.   Den ligger i kommunen San Pedro och delstaten Coahuila, i den centrala delen av landet, 800 km nordväst om huvudstaden Mexico City. Ignacio Zaragoza ligger 1 102 meter över havet och antalet invånare är 706.
Terrängen runt Ignacio Zaragoza är mycket platt. Runt Ignacio Zaragoza är det mycket glesbefolkat, med 3 invånare per kvadratkilometer. Närmaste större samhälle är Concordia, 16,6 km nordväst om Ignacio Zaragoza. Omgivningarna runt Ignacio Zaragoza är i huvudsak ett öppet busklandskap.